# Macormick Bay
Macormick Bay är en vik i Kanada.   Den ligger i territoriet Nunavut, i den nordöstra delen av landet, 3 400 km norr om huvudstaden Ottawa.
Trakten runt Macormick Bay består i huvudsak av gräsmarker. Trakten runt Macormick Bay är nära nog obefolkad, med mindre än två invånare per kvadratkilometer.